# Liste der Monuments historiques in Carnières
Die Liste der Monuments historiques in Carnières führt die Monuments historiques in der französischen Gemeinde Carnières auf.

## Liste der Bauwerke
| Bezeichnung                | Beschreibung              | Standort | Kennzeichnung | Schutzstatus | Datum | Bild |
| -------------------------- | ------------------------- | -------- | ------------- | ------------ | ----- | ---- |
| Turm der Kirche St-Germain | Erbaut im 16. Jahrhundert | (Lage)   | PA00107909    | Inscrit      | 1990  |      |